# Anni luce (album)
Anni luce è un album del 1992 dei Diaframma.

## Tracce

### Edizione 1992
1. L'odore delle rose – 2:41
2. Le Alpi – 3:42
3. La mia vita con una dea – 4:03
4. La densità della nebbia – 2:30
5. Palla di burro – 3:47
6. Pasqua – 2:26
7. Un'altra volta – 4:38
8. Nel tuo mondo – 4:04
9. Ridendo – 3:32
10. Guida tu – 3:11
11. Romantico – 4:18

### Edizione 2006
CD
1. L'odore delle rose – 2:41
2. Le Alpi – 3:42
3. La mia vita con una dea – 4:03
4. La densità della nebbia – 2:30
5. Palla di burro – 3:47
6. Pasqua – 2:26
7. Un'altra volta – 4:38
8. Nel tuo mondo – 4:04
9. Ridendo – 3:32
10. Guida tu – 3:11
11. Romantico – 4:18

DVD
1. L'odore delle rose (Videoclip)
2. La densità della nebbia (Videoclip)
3. Live al Canguro di S. Colombano al Lambro, novembre 1992 (L'odore delle rose, Le Alpi, Palla di burro, Romantico, I giovani, Gennaio, In perfetta solitudine, Nel tuo mondo, Io amo lei, Ridendo, La densità della nebbia, La mia vita con una dea, Guida tu, Un'altra volta)
4. Verde (Videoclip)
5. Di queste distanze (Documentario di Flavio Sciolè[2])

## Formazione
- Federico Fiumani - voce, chitarra
- Valter Poli - basso
- Alessio Riccio - batteria